# Freziera jaramilloi
Freziera jaramilloi är en tvåhjärtbladig växtart som beskrevs av Alwyn Howard Gentry. Freziera jaramilloi ingår i släktet Freziera och familjen Pentaphylacaceae. Inga underarter finns listade i Catalogue of Life.